# Bé substitutiu
En economia, un bé substitutiu és aquell substitutiu d'un altre, mentre un d'ells pot ser consumit o utilitzat en lloc de l'altre en algun dels seus possibles usos. Exemples clàssics de béns substitutius són les margarina i la mantega, o el petroli i el gas natural. El fet que un dels productes sigui un bé substitutiu d'altres té conseqüències econòmiques immediates. Un bé pot ser substituït per un altre, la demanda de les dues classes de béns serà considerada conjunta pel fet que els consumidors poden canviar un bé per l'altre si es converteix en quelcom avantatjós fer això. Així, un increment del preu d'un dels béns (ceteris paribus) provocarà un increment de la demanda dels seus béns substitutius i una disminució del preu (ceteris paribus) provocarà una disminució de la demanda dels seus substitutius. D'aquesta manera es pot predir que una pujada del preu dels cotxes incrementarà el negoci del servei de transport públic o que la caiguda dels preus dels telèfons mòbils significa un abandonament de la demanda de telèfons públics.
Un bé substitutiu es pot trobar quan l'elasticitat preu demanda creuada entre béns és positiva. És a dir, si augmenta el preu d'un bé i degut a aquest canvi la demanda per un altre bé augmenta, es diu que el primer és substitut de l'altre.

## Substitutius perfectes

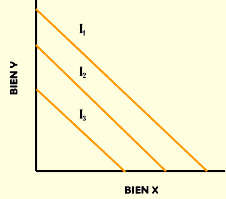
Corbes d'indiferència de béns substitutius perfectes

És important remarcar que quan es parla de béns substitutius es fa de dos tipus diferents de béns, així la susbtituibilitat d'un dels béns per un altre sempre és una qüestió de grau. Un bé és un substitut perfecte d'un altre, només si pot ser utilitzat exactament de la mateixa manera i amb el mateix resultat i llavors és quan un consumidor no té cap incentiu per preferir un bé sobre l'altre. El fet resultant és que hi ha pocs béns substitutius perfectes excepte en dos entre dos béns de la mateixa classe.

## Substitutius imperfectes
Molt més comú és l'existència de béns substitutius imperfectes. Els televisors de tub i els de pantalla plana per exemple poden ser usats ambdós per al mateix propòsit, però hi ha diferències força significatives entre dels béns, tot i així són comparables. Mentre alguns poden argumentar que els cotxes Audi i Seat són molt diferents. Si el preu de Mercedes puja prou, alguns consumidors compraran Seat en el seu lloc.